# Isabel Di Tella
Clara Isabel María de las Mercedes Di Tella (Oxfordshire, Reino Unido, 10 de junio de 1993) es una esgrimista argentina. 

## Trayectoria
Ganó una de las medallas de bronce en la prueba de espada femenina en los Juegos Panamericanos de 2019 celebrados en Lima, Perú.
En 2010, compitió en la prueba de espada femenina cadete en los Juegos Olímpicos de la Juventud celebrados en Singapur sin ganar medalla.
En 2015, compitió en las pruebas de espada femenina y espada por equipos femenina en los Juegos Panamericanos celebrados en Toronto, Canadá. En la prueba individual fue eliminada en su segundo enfrentamiento por Katharine Holmes de Estados Unidos y en la prueba por equipos Argentina terminó en último lugar.
En 2017, compitió en la prueba de espada femenina en el Campeonato Mundial de Esgrima celebrado en Leipzig, Alemania.
En 2023 obtuvo la medalla de oro en la categoría Espada Individual en los Juegos Panamericanos.